# Szende-barlang
A Szende-barlang a Duna–Ipoly Nemzeti Parkban lévő Gerecse hegységben található egyik időszakosan aktív víznyelőbarlang. Denevérek is előfordulnak járataiban.

## Leírás
Vértesszőlős külterületén, a település templomától 113°-ra 3300 m-re, a Halyagos-hegy ÉNy-i oldalában lévő Farkas-völgy felső szakaszán nyílik. Közvetlenül a piros sáv turistajelzéssel jelzett forgalmas turistaút mellett, attól É-ra van mesterséges jellegű és függőleges tengelyirányú bejárata. Rácsajtóval lezárt és kiépített bejárata négyszög alakú.
A Vértes László-barlang és a Szőlősi Arany-lyuk között helyezkedik el a Szende-barlang. A Szőlősi Arany-lyuktól kb. 70 m-re, a Vértes László-barlangtól 45°-ra 330 m-re található. Turistatérképeken barlangjellel jelölve van helye nevének feltüntetésével.
Bejárati aknájának felső 6 m-e beton kútgyűrűkkel biztosított. Alsó, 1–1,5 m átmérőjű része kis lépcsőkkel tagolva éri el a barlang 12 m mélyen fekvő mélypontját. Az időszakosan aktív víznyelőbarlang felső triász vastagpados dachsteini mészkőben jött létre. Kőzetében sok a tektonikus repedés. Két fő törésiránya ÉK–DNy és ÉNy–DK irányú. Központi aknájának keletkezésében meghatározó volt a beszivárgó vizek korróziója, de mellékjáratában régi vízáramlásra utaló eróziós formák a meghatározóak. Csapadékos időben a beáramló víz a barlang alsó szakaszán jelenik meg, ilyenkor a végponton vissza is duzzad. A Duna–Ipoly Nemzeti Park Igazgatóság engedélyével látogatható.
Levegőjének hőmérséklete 5,5–9 °C között változik. Átlagosan 7,3 °C. A Gerecse Barlangkutató és Természetvédő Egyesület végzett a Szende-barlangban denevér-megfigyeléseket, amelyek során 2 denevérfaj; kis patkósdenevér és közönséges denevér jelenlétét állapították meg a csoporttagok. Az észlelési adatok és a néha fellelhető friss ürülék alapján kis faj- és egyedszámú alkalmi téli denevér-szálláshelynek tekinthető.
1978-ban volt először Szende-barlangnak nevezve a barlang az irodalmában. Előfordul a barlang az irodalmában 31. sz. viznyelő (Juhász 1978), 31.sz. viznyelő (Juhász 1978), 31. sz. víznyelő (Juhász 1994), 31.sz. víznyelő (Székely 1994) és Gerecsei 31. sz. viznyelő (Polacsek 1991) neveken is.

## Kutatástörténet
1978. évi nyári táborában a Vértes László Karszt- és Barlangkutató Csoport tárta fel a barlangot. A tábor utolsó napján a feleslegessé vált, körülbelül 2000 l vizet ide vezették. Meglepődve észlelték, hogy a befolyatott víz el sem érte a töbör legmélyebb pontját, hanem már annak meredek oldalában eltűnt. Ezek után végeztek próbabontást. Az 1,5×2 m-es szelvényben indított, de a nagy kőtömbök miatt egyenetlenül szűkülő kutatóakna 5. m-ében szabad barlangjáratba jutottak. Az omladékban lefelé haladó szűk folyosó 2 m után már szálkővel határolt, kb. 2×5 m-es terembe nyílik. Úgy látszott, hogy innen két irányba lehet továbbjutni. A szűk részen szelvénybővítéssel próbálkoztak, de az omlásveszély miatt be kellett szüntetni a munkát.
A feltárást csak megfelelő biztonsági feltételek megteremtése után (minimum 3×2 m szelvényű, biztosított kutatóakna) lehet folytatni. Az 1978. évi csoportjelentés szerint a jelentéktelennek hitt berogyás 1978-ig nem szerepelt nyilvántartásukban. A csoport az addigi eredmények miatt átértékelte a csoport által 1969-ben készült helyszínrajzot és ezért a helyszínrajzon nem szereplő 31.sz. viznyelő a Szende-barlang. A tagok a Hófehérke-barlang közelében feltárt barlangokat akarták elnevezni a hét törpe neveiről. A Hapci, Morgó és Szende javasolt nevek. A jelentéshez mellékelve lett egy 1:10.000 méretarányú helyszínrajz, amelyen a Halyagos-hegy barlangjainak és víznyelőinek elhelyezkedése látható. A helyszínrajzon jelölve van a Szende-barlang helye. Az 1978. évi MKBT Beszámolóban napvilágot látott a jelentés nyomtatott változata.
1979-ben a csoport 54 tagja tíz alkalommal 320 órát dolgozott itt. Kibővítették és biztosították az omladékos bejárati aknát. Szabad járatba jutottak 6 m mélységben. A lapos, kb. 10 m hosszú folyosó elején kőtörmelék, beljebb homokos agyag halmozódott fel. A mennyezeten cseppkövek is láthatók. Tervezték, hogy 1980-ban állandó munkahelyet létesítenek itt. A Magyar Karszt- és Barlangkutató Társulat főtitkárának 1979-ről szóló beszámolója szerint a Kőbányai Barlangkutató és Hegymászó Szakosztály tervezte, hogy a barlangban feltáró kutatást végez.
1980-ban a Vértes László Karszt- és Barlangkutató Csoport 98 tagja húsz alkalommal 470 órát dolgozott a barlang feltárásán. Az 1979-ben feltárt folyosószakaszt részletesen átvizsgálták. A 12 m hosszú, a kitöltés miatt csak kúszva járható rész mindkét végét omladék zárja le. Az omlásveszély miatt lehetetlen ennek megbontása. A falakon eróziós formák figyelhetők meg. A kitöltés felszínébe vízfolyási medrek vágódtak. Minden jel arra mutatott, hogy itt egykor nagy mennyiségű víz áramlott. Az áramlási irányok megfigyelése után úgy döntöttek, hogy a bejárati akna nyugati beugróját bontják tovább. A beugró kb. 0,5 m-es mélyítése után váratlan akadályba ütköztek. Az addigi humuszos és kőtörmelékes kitöltés alatt nagyon kemény anyagot találtak. Ezen a rétegen 2 m vastagságban jutottak át, mely után megint légteres járat következett. A kb. 4–5 m hosszú új rész bevezet a kuszoda déli omladéka alá. Itt már biztonságosan, szálkővel határolt járatból lehet megkísérelni a továbbjutást.
1980. június 15-én Juhász Márton és Kis G. vázlatosan felmérték a barlangot. A felmérés alapján Juhász Márton szerkesztett 1:100 méretarányú alaprajz térképet 5 metszettérképpel. A felmérés utáni feltárással együtt a barlang kb. 25 m hosszú, alaprajzi hossza 19 m, vízszintes kiterjedése 13 m, függőleges kiterjedése kb. 11 m és kb. 11 m mély. Alapterülete kb. 30 m² és köbtartalma kb. 55 m³. Mélységét a bejárati akna melletti terepszinttől számolták. Az 1980. évi MKBT Beszámolóban megjelent a barlang térképe és a barlang kutatásáról szóló jelentés.

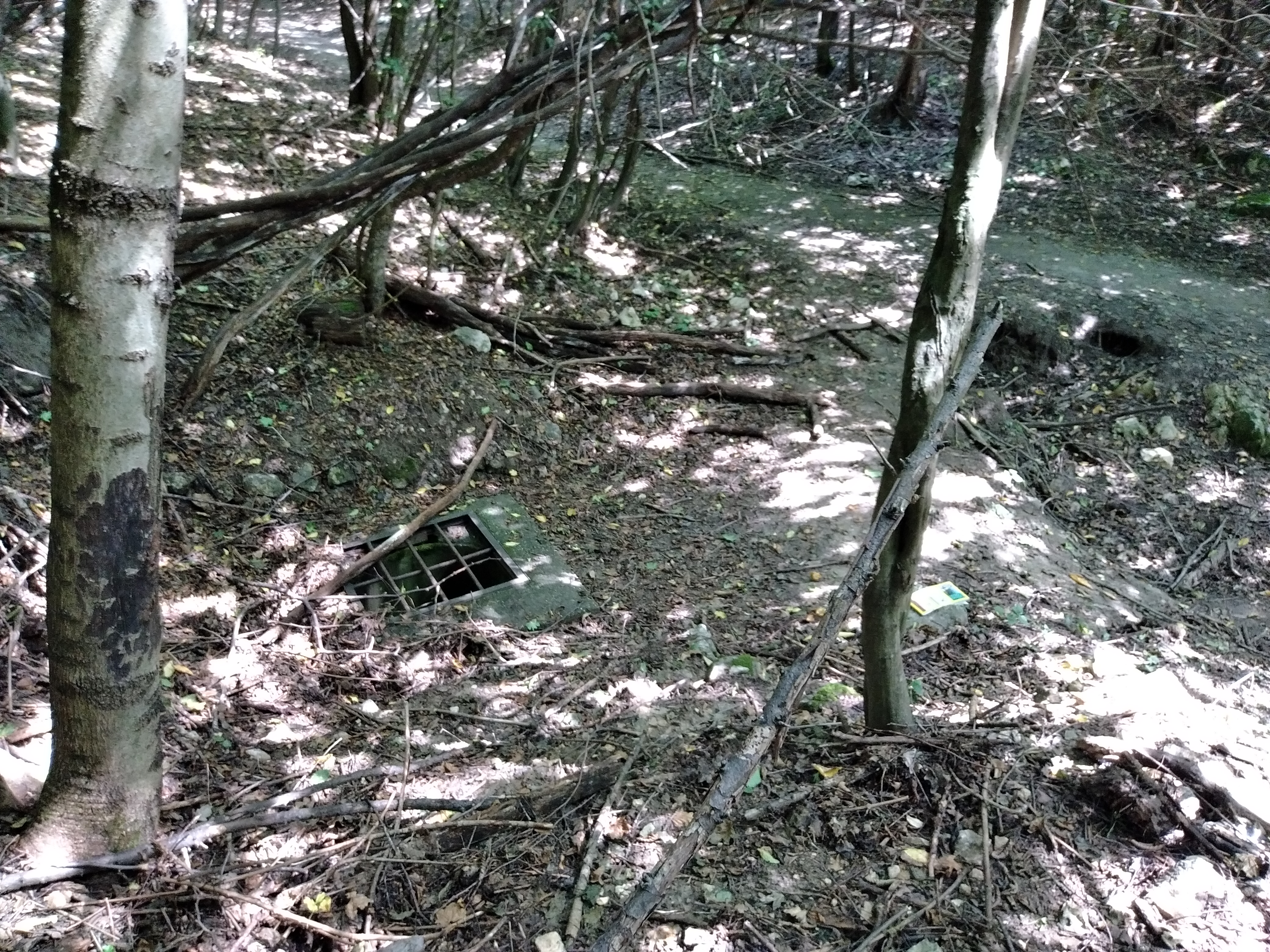
A barlang bejárata

1981 kora tavaszán a hóolvadás nagy mennyiségű vize nagyon megrongálta a kutatóakna ácsolatát. Javítási munka közben, eső után az akna teljesen beomlott. Megkezdték az újrabontást, kb. 5 m³ törmeléket távolítottak el a barlangból, de nem jártak sikerrel. A munkát befejezték mert a munkahely életveszélyesen omladékos volt. Kutatását befejezték és kutatási zárójelentést készítettek. A zárójelentés szerint az időszakosan aktív víznyelőbarlang alsó szakaszáról nem készült fénykép-dokumentáció. A repedések nagy része nyitott, a K–Ny-iak egy része kalcittal van kitöltve. A barlangban kevés az ásványképződmény, csak a kuszodában található néhány 1–10 cm-es, vékony függőcseppkő. A cementált kitöltésben helyenként apró limonitfészkek, 1-2 mm-es fennőtt fehér kalcitkristályok figyelhetők meg. A kézirathoz csatolva lett két fénykép, amelyeket Heitz Ferenc készített. Az egyiken a barlang kiácsolt bejáratának 1979. nyári állapota, a másikon a beomlott akna 1981. szeptemberi állapota látható.
Az 1981. évi Karszt és Barlang 1–2. félévi számában nyilvánosságra lett hozva, hogy a Szende-barlangnak 4630/41. a barlangkataszteri száma. Az 1982. évi MKBT Beszámolóban publikálva lett az 1978. évi csoportjelentéshez mellékelt helyszínrajz. Az 1984-ben kiadott Magyarország barlangjai című könyv országos barlanglistájában szerepel a Gerecse hegység barlangjai között a 4630/41 barlangkataszteri számú barlang Szende-barlang néven. A listához kapcsolódóan látható a Dunazug-hegység barlangjainak földrajzi elhelyezkedését bemutató 1:500 000-es méretarányú térképen a barlang földrajzi elhelyezkedése.
A Tatabányai Barlangkutató Egyesület 1991. évi jelentése szerint 1984 és 1991 közötti megfigyelések alapján a Farkas-völgy víznyelői közül az egyik legaktívabb a Szende-barlang víznyelője.
Az 1994. évi Limesben közölt, Juhász Márton által írt tanulmányban az olvasható, hogy 1978-ban történt a barlang feltárása a 31. sz. víznyelő kibontásával. 1981-ben fejezte be a Halyagoson a barlang kutatását a Vértes László Karszt- és Barlangkutató Csoport. A kutatás eredményéről kutatási zárójelentés készült. Az 1994. évi Limesben lévő, Székely Kinga által írt tanulmányban az olvasható, hogy a 4630/41 barlangkataszteri számú Szende-barlang másik neve 31.sz. víznyelő. Bertalan Károly barlangleltárában nem szerepel az üreg. A Barlangtani Intézetben a beomlott barlangnak nincs kataszteri törzslapja és irodalmi törzslapja, de fényképe, térképe és kutatási törzslapja van.
Juhász Márton 2007. évi tanulmányában részletesen ismertetve van. A publikációban az van írva, hogy a Vértesszőlősön lévő Szende-barlang közhiteles barlangnyilvántartási száma 4630-41, UTM-kódja CT07C2. Az időszakosan aktív víznyelőbarlang 25 m hosszú. A rácsajtóval lezárt barlang a Duna–Ipoly Nemzeti Park Igazgatóság vagyonkezelői hozzájárulásával látogatható. Védelmi intézkedés, beavatkozás jelenleg nem szükséges. A barlangban a Gerecse Barlangkutató és Természetvédő Egyesület 1998 és 2006 között 21 téli, 18 tavaszi, 19 nyári és 19 őszi (összesen 77) denevér-megfigyelést végzett, amelyek közül csak 3 téli és 3 tavaszi (összesen 6) volt eredményes. A barlangban végzett denevér-megfigyelésekkel kapcsolatos irodalom Juhász Márton 6 kéziratából áll.
| Dátum              | Rhin. hip. | Myo. myo. | Indet sp. |
| ------------------ | ---------- | --------- | --------- |
| 1998. április 8.   | –          | –         | 1         |
| 1999. január 17.   | –          | –         | 1         |
| 2000. március 4.   | –          | –         | 1         |
| 2002. március 26.  | –          | 1         | –         |
| 2004. december 28. | 1          | –         | –         |
| 2005. február 26.  | 1          | –         | –         |

## Denevér-megfigyelések
| \| Dátum \| Rhin. hip. \| Myo. myo. \| Indet sp. \| \| -------------------- \| ---------- \| --------- \| --------- \| \| 1998. április 8. \| – \| – \| 1 \| \| 1998. május 30. \| – \| – \| – \| \| 1998. november 7. \| – \| – \| – \| \| 1999. január 17. \| – \| – \| 1 \| \| 2000. március 4. \| – \| – \| 1 \| \| 2001. január 28. \| – \| – \| – \| \| 2001. február 27. \| – \| – \| – \| \| 2001. március 24. \| – \| – \| – \| \| 2001. április 21. \| – \| – \| – \| \| 2001. május 26. \| – \| – \| – \| \| 2001. június 23. \| – \| – \| – \| \| 2001. július 28. \| – \| – \| – \| \| 2001. augusztus 26. \| – \| – \| – \| \| 2001. szeptember 28. \| – \| – \| – \| \| 2001. október 28. \| – \| – \| – \| \| 2001. november 28. \| – \| – \| – \| \| 2001. december 28. \| – \| – \| – \| \| 2002. január 27. \| – \| – \| – \| \| 2002. február 26. \| – \| – \| – \| \| 2002. március 26. \| – \| 1 \| – \| \| 2002. április 28. \| – \| – \| – \| \| 2002. május 26. \| – \| – \| – \| \| 2002. június 23. \| – \| – \| – \| \| 2002. július 27. \| – \| – \| – \| \| 2002. augusztus 25. \| – \| – \| – \| \| 2002. szeptember 27. \| – \| – \| – \| \| 2002. október 27. \| – \| – \| – \| \| 2002. november 24. \| – \| – \| – \| \| 2002. december 27. \| – \| – \| – \| \| 2003. január 25. \| – \| – \| – \| \| 2003. február 25. \| – \| – \| – \| \| 2003. március 25. \| – \| – \| – \| \| 2003. április 27. \| – \| – \| – \| \| 2003. május 28. \| – \| – \| – \| \| 2003. június 28. \| – \| – \| – \| \| 2003. július 30. \| – \| – \| – \| \| 2003. augusztus 26. \| – \| – \| – \| \| 2003. szeptember 28. \| – \| – \| – \| \| 2003. október 25. \| – \| – \| – \| \| 2003. november 28. \| – \| – \| – \| \| 2003. december 28. \| – \| – \| – \| \| 2004. február 28. \| – \| – \| – \| \| 2004. június 28. \| – \| – \| – \| \| 2004. szeptember 25. \| – \| – \| – \| \| 2004. december 28. \| 1 \| – \| – \| \| 2005. február 26. \| 1 \| – \| – \| \| 2006. február 28. \| – \| – \| – \| \| 2006. június 3. \| – \| – \| – \| \| 2006. szeptember 17. \| – \| – \| – \| \| 2006. december 16. \| – \| – \| – \| \| 2009. február 28. \| – \| – \| – \| \| 2009. május 31. \| – \| – \| – \| \| 2009. október 3. \| – \| – \| – \| \| 2009. december 28. \| 1 \| – \| – \| \| 2010. április 14. \| – \| – \| – \| \| 2010. június 26. \| – \| – \| – \| \| 2010. augusztus 15. \| – \| – \| – \| \| 2010. december 8. \| – \| – \| – \| \| 2011. június 11. \| – \| – \| – \| \| 2011. december 30. \| – \| – \| – \| \| 2012. január 14. \| 2 \| – \| – \| \| 2012. április 15. \| – \| – \| – \| \| 2012. augusztus 26. \| – \| – \| – \| \| 2012. november 18. \| 2 \| – \| – \| \| 2012. december 30. \| – \| – \| – \| \| 2013. február 3. \| – \| – \| – \| \| 2013. március 3. \| – \| – \| – \| \| 2013. április 1. \| 1 \| – \| – \| \| 2013. április 27. \| – \| – \| – \| \| 2013. december 2. \| – \| – \| – \| \| 2014. január 20. \| – \| – \| – \| \| 2014. március 2. \| – \| – \| – \| \| 2014. július 5. \| – \| – \| – \| \| 2014. december 27. \| 1 \| – \| – \| |            |           |           |
| Dátum | Rhin. hip. | Myo. myo. | Indet sp. |
| 1998. április 8. | –          | –         | 1         |
| 1998. május 30. | –          | –         | –         |
| 1998. november 7. | –          | –         | –         |
| 1999. január 17. | –          | –         | 1         |
| 2000. március 4. | –          | –         | 1         |
| 2001. január 28. | –          | –         | –         |
| 2001. február 27. | –          | –         | –         |
| 2001. március 24. | –          | –         | –         |
| 2001. április 21. | –          | –         | –         |
| 2001. május 26. | –          | –         | –         |
| 2001. június 23. | –          | –         | –         |
| 2001. július 28. | –          | –         | –         |
| 2001. augusztus 26. | –          | –         | –         |
| 2001. szeptember 28. | –          | –         | –         |
| 2001. október 28. | –          | –         | –         |
| 2001. november 28. | –          | –         | –         |
| 2001. december 28. | –          | –         | –         |
| 2002. január 27. | –          | –         | –         |
| 2002. február 26. | –          | –         | –         |
| 2002. március 26. | –          | 1         | –         |
| 2002. április 28. | –          | –         | –         |
| 2002. május 26. | –          | –         | –         |
| 2002. június 23. | –          | –         | –         |
| 2002. július 27. | –          | –         | –         |
| 2002. augusztus 25. | –          | –         | –         |
| 2002. szeptember 27. | –          | –         | –         |
| 2002. október 27. | –          | –         | –         |
| 2002. november 24. | –          | –         | –         |
| 2002. december 27. | –          | –         | –         |
| 2003. január 25. | –          | –         | –         |
| 2003. február 25. | –          | –         | –         |
| 2003. március 25. | –          | –         | –         |
| 2003. április 27. | –          | –         | –         |
| 2003. május 28. | –          | –         | –         |
| 2003. június 28. | –          | –         | –         |
| 2003. július 30. | –          | –         | –         |
| 2003. augusztus 26. | –          | –         | –         |
| 2003. szeptember 28. | –          | –         | –         |
| 2003. október 25. | –          | –         | –         |
| 2003. november 28. | –          | –         | –         |
| 2003. december 28. | –          | –         | –         |
| 2004. február 28. | –          | –         | –         |
| 2004. június 28. | –          | –         | –         |
| 2004. szeptember 25. | –          | –         | –         |
| 2004. december 28. | 1          | –         | –         |
| 2005. február 26. | 1          | –         | –         |
| 2006. február 28. | –          | –         | –         |
| 2006. június 3. | –          | –         | –         |
| 2006. szeptember 17. | –          | –         | –         |
| 2006. december 16. | –          | –         | –         |
| 2009. február 28. | –          | –         | –         |
| 2009. május 31. | –          | –         | –         |
| 2009. október 3. | –          | –         | –         |
| 2009. december 28. | 1          | –         | –         |
| 2010. április 14. | –          | –         | –         |
| 2010. június 26. | –          | –         | –         |
| 2010. augusztus 15. | –          | –         | –         |
| 2010. december 8. | –          | –         | –         |
| 2011. június 11. | –          | –         | –         |
| 2011. december 30. | –          | –         | –         |
| 2012. január 14. | 2          | –         | –         |
| 2012. április 15. | –          | –         | –         |
| 2012. augusztus 26. | –          | –         | –         |
| 2012. november 18. | 2          | –         | –         |
| 2012. december 30. | –          | –         | –         |
| 2013. február 3. | –          | –         | –         |
| 2013. március 3. | –          | –         | –         |
| 2013. április 1. | 1          | –         | –         |
| 2013. április 27. | –          | –         | –         |
| 2013. december 2. | –          | –         | –         |
| 2014. január 20. | –          | –         | –         |
| 2014. március 2. | –          | –         | –         |
| 2014. július 5. | –          | –         | –         |
| 2014. december 27. | 1          | –         | –         |

## További irodalom
- Lendvay Ákos: 4630 Barlangkataszteri egység. Öreg-Kovács – Szénás – Halyagoshegy csoportja. Kézirat. Budapest, 1980. (Az 1979-es kézirat bővített változata.) (MKBT-OKTH kézirat.)